# Ecnomus japonicus
Ecnomus japonicus là một loài Trichoptera trong họ Ecnomidae. Chúng phân bố ở miền Cổ bắc.